# Barontius a Desiderius
Svatí Barontius a Desiderius byli v 8. století poustevníci v Itálii.
Barontius byl francouzský šlechtic z Berry. Oženil se a měl děti. Byl členem dvoru krále Theudericha II. Se svým synem odešli do kláštera Saint-Cyran-en-Brenne.
Podle textu Visio Baronti Monachi Longoretensis pravděpodobně napsaném Barontiem, měl roku 678 vizi nebe a pekla. Ve vizi létal nad Bourges. Démoni se jej snažily strhnout do pekla. S archandělem Rafaelem potom prošli 4 úrovně nebe. Poté Rafael požádal jiného anděla aby přivedli svatého Petra aby Barontia mohl soudit. Démoni podávají všechny důkazy o jeho hříšném životě. Petrovi démoni připadali otravní a vyhnal je. Poté se Petr rozhodne poslat Barontia zpátky na Zem přes peklo.
Tato vize přesvědčila Barontia k tomu aby odešel jakou poustevník do Pistoi. Zde se stal přítelem a spolubratrem sv. Desideria.
Jejich svátek se slaví 25. března.